# Fernández (Argentine)
Pour les articles homonymes, voir Fernández.
Fernández est une ville de la province de Santiago del Estero, en Argentine, et le chef-lieu du département de Robles. Elle est située à 40 km au sud-est de la capitale provinciale, Santiago del Estero. Sa population s'élevait à 11 681 habitants en 2001.